# SS501 1st Concert "STEP UP"
SS501 1st Concert "STEP UP"은 대한민국의 음악 그룹 SS501의 첫 번째 콘서트 투어이다.

## 투어 일정
| 날짜            | 도시 | 국가     | 장소                       | 관객 수  |
| --------------- | ---- | -------- | -------------------------- | -------- |
| 2006년 7월 22일 | 서울 | 대한민국 | 올림픽 공원 체조경기장     | 10,000명 |
| 2006년 8월 5일  | 부산 | 대한민국 | BEXCO                      | 7,000명  |
| 2006년 8월 12일 | 대구 | 대한민국 | 대구 유통단지 전자관       | 5,000명  |
| 2006년 9월 16일 | 대판 | 일본     | 오사카 국제 회의장 메인 홀 | 6,000명  |
| 2006년 9월 17일 | 대판 | 일본     | 오사카 국제 회의장 메인 홀 | 6,000명  |

## 세트 리스트
- Opening VCR -
- Fighter
- Passion

- Ment -
- Everything
- Never Again

- VCR #2 -
- Tap Dance Performance (박정민 Solo)

- VCR #4 -
- 너에게[3]+ 우리들만의 추억[4](허영생 Solo)

- VCR #5 -
- 경고

- VCR #6 -
- Bye Bye
- Radio Star
- Take U High
- In your Smile

- VCR #7 -
- Gone[5]+ Rock Your Body[6](김형준 Solo)
- 캐논 변주곡 + Creep[7](김현중 Solo)
- Dangerous[8]+ Rock Your Body[9](김규종 Solo)

- VCR #8 -
- Summer Song Medley

1. 여름 안에서[10]
2. 으쌰! 으쌰![11]
3. 사나이 가는 길 (폼생폼사)[12]

- Ment -
- Snow Prince

- Encore -
- 하얀 사람

- Ment -
- My Girl

## 제작
- SS501 (김현중, 허영생, 김규종, 박정민, 김형준)
- 주최 : DSP 미디어, 예인엔터테인먼트
- 후원 : 써브노이즈, 코리아미디어센타